# Gürbetal

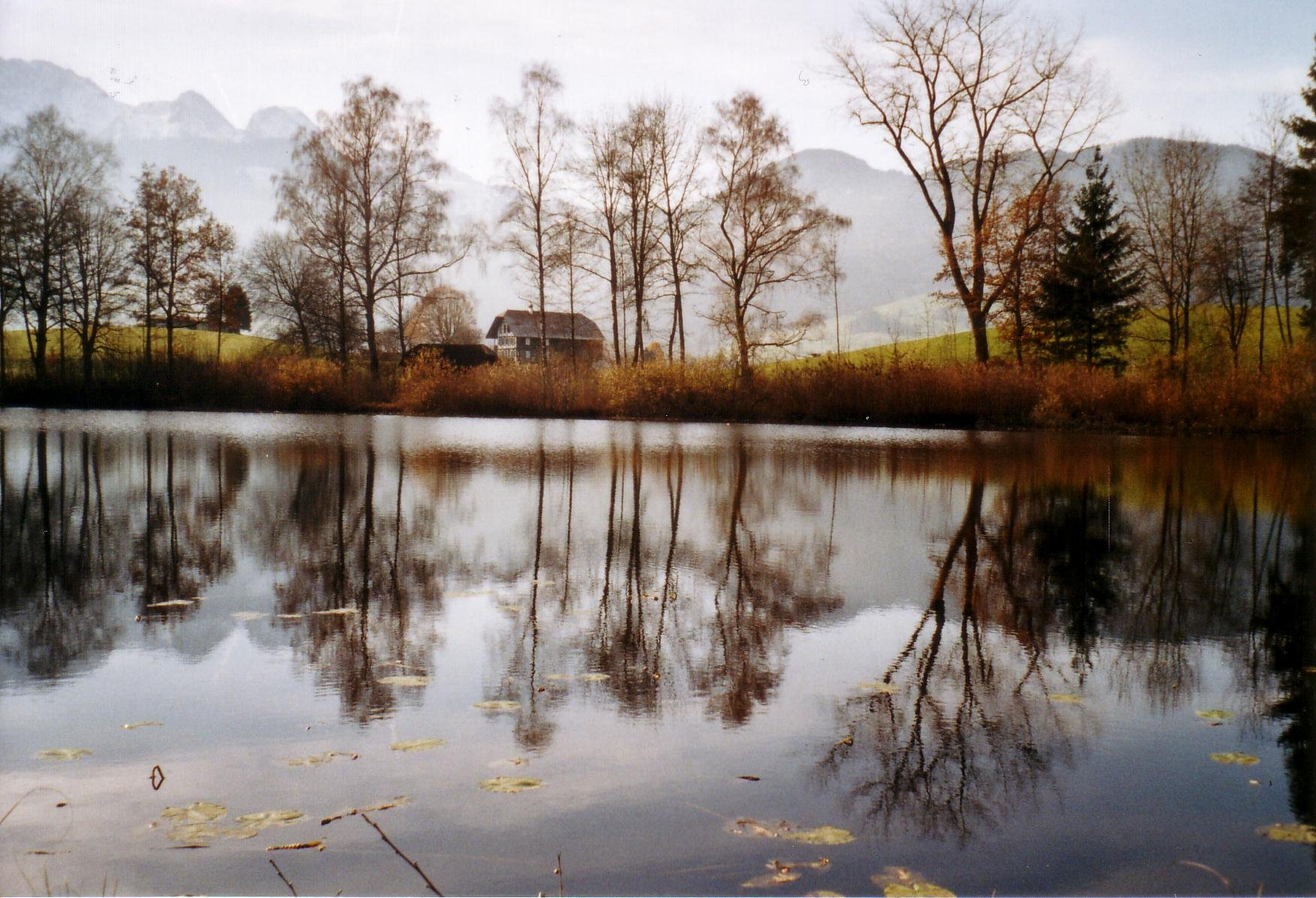
Geistsee i Forst-Längenbühl

Gürbetal (sv. Gürbedalen) är en dal och region runt floden Gürbe i den schweiziska kantonen Bern, söder om staden Bern. Den övre dalen är brant och smal medan den undre dalen, från Blumenstein till Belp är en tolv kilometer lång två kilometer bred, U-dal i nord-sydlig riktning, skild från den parallella Aaredalen av åsen Belpberg. I den undre dalen bedrivs intensivt jordbruk och trakten är känd för tillverkning av surkål.
Förutom landsvägar är den viktigaste kommunikationsleden järnvägen Gürbetalbahn Bern-Belp-Seftigen-Thun som trafikeras av Berns S-bana.